# Дејнија Бич (Флорида)
Дејнија Бич (енгл. Dania Beach) град је у америчкој савезној држави Флорида. По попису становништва из 2010. у њему је живело 29.639 становника.

## Демографија
Према попису становништва из 2010. у граду је живело 29.639 становника, што је . (.%) становника више него 2000. године.
| Група             | 2000.          | 2010.          |
| Белци             | 12.352 (61,6%) | 15.580 (52,6%) |
| Афроамериканци    | 4.763 (23,7%)  | 6.461 (21,8%)  |
| Азијати           | 278 (1,4%)     | 622 (2,1%)     |
| Хиспаноамериканци | 2.410 (12,0%)  | 6.652 (22,4%)  |
| Укупно            | 20.061         | 29.639         |